# Peltodytes mexicana
Peltodytes mexicana är en skalbaggsart som beskrevs av Wehncke 1883. Peltodytes mexicana ingår i släktet Peltodytes och familjen vattentrampare. Inga underarter finns listade i Catalogue of Life.